# Cedral (Maranhão)
Pour les articles homonymes, voir Cedral.
Cedral est une municipalité brésilienne située dans l'État du Maranhão.